# Satz von Brauer-Hasse-Noether
In der Mathematik ist der Satz von Brauer-Hasse-Noether ein Lehrsatz der Algebra. Er besagt, dass eine zentrale einfache Algebra über einem Zahlkörper, die über jeder lokalen Vervollständigung isomorph zu einer Matrixalgebra ist, selbst eine Matrixalgebra ist.
Er liefert also ein Lokal-Global-Prinzip für Algebren: in Analogie zum Lokal-Global-Prinzip für quadratische Formen, wo sich die Isotropie einer quadratischen Form über einem Zahlkörper durch Betrachten ihrer p-adischen Vervollständigungen (einschließlich {\displaystyle p=\infty }) entscheiden lässt, kann der Zerfall einer Algebra über einem Zahlkörper durch Betrachten ihrer p-adischen Vervollständigungen (einschließlich {\displaystyle p=\infty }) entschieden werden.
Das Ergebnis führt zu einer vollständigen Klassifikation endlich-dimensionaler Divisionsalgebren über Zahlkörpern mittels ihrer lokalen Invarianten. Zusammen mit dem Satz von Grunwald-Wang erhält man, dass einfache Algebren über Zahlkörpern zyklisch sind, d. h. durch eine explizite Konstruktion aus einer zyklischen Erweiterung {\displaystyle L/K} gewonnen werden können.